# Fernando Cordero Cueva
Juan Fernando Cordero Cueva (Cuenca, 27 de mayo de 1952) es un arquitecto y político ecuatoriano. Es conocido por ser Alcalde de Cuenca entre 1996 y 2005, miembro del Congreso Nacional y presidente de la Asamblea Nacional Constituyente en 2008. Entre 2009 y 2013 fue presidente de la Asamblea Nacional de Ecuador. Desde septiembre a marzo de 2016 fue Ministro de Defensa Nacional. También es conocido como Corcho Cordero.

## Biografía
Nació en 1952 en la ciudad de Cuenca, provincia del Azuay. Es hijo de Leonardo Cordero y de Beatriz Cueva Jaramillo. Su abuelo materno fue el reconocido político Carlos Cueva Tamariz.
Se graduó de arquitecto en 1975 en la Facultad de Arquitectura y Urbanismo de la Universidad de Cuenca, en la cual más tarde sirvió como decano en los años 1989-1991 y 1994-1996.
En 1977 se especializó en el postgrado de "Metodología y Proyectos de Desarrollo Urbano" del Instituto Brasileño de Administración Municipal, en Río de Janeiro, Brasil. En 2007 obtuvo su grado de máster en "Dirección de Desarrollo Local" en el Instituto de Estudios Bursátiles de la Universidad Complutense de Madrid, España.
Fue docente de su alma mater desde 1977 y presidente de la Sociedad Interamericana de Planificación.
Está casado desde 1974 con Nelly Carvallo, con quien tiene tres hijos.

## Carrera política

### Alcalde de Cuenca
En 1996 fue elegido como Alcalde de Cuenca por el Movimiento Nuevo País del cual fue su director y fundador junto a Freddy Ehlers.
En las elecciones del año 2000 fue reelegido para su segundo periodo como alcalde hasta el año 2005.
En su labor como alcalde se destaca la inclusión del Centro Histórico de Cuenca en la lista de Patrimonio Mundial de la Unesco el 1 de diciembre de 1999, y la introducción de la Ciudad de Cuenca en la lista de Ciudades del Patrimonio Mundial de la Organización de Ciudades Patrimonio Mundial en el mismo año. También, en 2002, logró que el parque nacional Cajas fuera reconocido como área natural RAMSAR de las Naciones Unidas.
Buscó una nueva reelección en los comicios de 2004, pero perdió ante Marcelo Cabrera.

### Diputado Nacional de Ecuador
En las elecciones legislativas del 2006 fue elegido como diputado por la provincia de Azuay para el Congreso Nacional del Ecuador, donde logró la aprobación de la convocatoria a una Asamblea Constituyente. Renunció a su cargo de diputado en mayo de 2007 para ser candidato a la Asamblea Nacional Constituyente.

### Asamblea Nacional Constituyente
En 2007 fue elegido como asambleísta constituyente a nivel nacional para la Asamblea Nacional Constituyente por "Acuerdo País", que integraba a los movimientos Alianza País, Nuevo País y Alternativa Democrática a nivel nacional y decenas de movimientos provinciales y cantonales de todo el Ecuador. Fue integrante de la Comisión Organizadora de la Asamblea Constituyente, en esta junto a Alberto Acosta se encargó de preparar y garantizar las condiciones administrativas, financieras y técnicas para el funcionamiento de la Constituyente en la ciudad de Montecristi en Manabí. El 29 de noviembre del mismo año en la sesión inaugural de la asamblea fue elegido como primer vicepresidente de la Asamblea Constituyente.
El 27 de junio de 2008, luego de la renuncia de Alberto Acosta, asumió el cargo de Presidente de la Asamblea Constituyente cuando se tenían aprobados 57 artículos y faltaban por debatir y aprobar 509 artículos. En su gestión logró que la nueva constitución se aprobara inicialmente con 566 artículos, posteriormente la Comisión de Redacción alcanzó por integración y fusión proponer un texto de 444 artículos que fueron los avalados el 24 de julio de 2008, y que posteriormente la ratificó el pueblo ecuatoriano en el referéndum constitucional del 28 de septiembre de 2008 con el 69,45% de votos válidos.
De octubre de 2008 a julio de 2009 fue presidente de la Asamblea Nacional de Transición, en esta presidió la Comisión Legislativa y de Fiscalización, a fin de cumplir lo establecido en el Régimen de Transición aprobado en el referéndum constitucional.

### Asamblea Nacional del Ecuador
En las elecciones legislativas del 26 de abril de 2009 se presentó como candidato a primer asambleísta nacional por el movimiento Alianza País para el periodo 2009-2013, ganando la curul con 2.260.672 votos, la mayor votación nacional.
Fue presidente de la Asamblea Nacional de Ecuador por dos periodos, el primero lo asumió el 31 de julio de 2009 al ser nombrado por mayoría absoluta de votos de los asambleístas para el período 2009-2011. En 2011, en el pleno de la Asamblea Nacional fue reelegido en el cargo por la mayoría legislativa para el período 2011-2013.
En las elecciones legislativas de 2013 fue reelegido como asambleísta nacional por Alianza PAIS. El 26 de abril de 2013 anunció la renuncia al cargo y fue reemplazado por María Alexandra Ocles.

### Presidencia del IESS y del BIESS
Tras la renuncia de Ramiro González, el 17 de mayo de 2013 asumió la presidencia del Consejo Directivo del Instituto Ecuatoriano de Seguridad Social y del Directorio del Banco la misma institución. Ocupó los cargos hasta el 18 de marzo del mismo año, fecha en la que anunció su renuncia.

### Vida política posterior
El 31 de marzo de 2014 el presidente Rafael Correa lo posesionó como ministro coordinador de Seguridad, en reemplazo de Homero Arellano. Estuvo en este cargo hasta el 25 de septiembre de 2014.
Fue posesionado el 26 de septiembre de 2014 como Ministro Nacional de Defensa, en reemplazo de María Fernanda Espinosa, que renunció a la función. El 1 de marzo de 2016 en rueda de prensa anunció su salida del cargo, en el que fue sucedido por Ricardo Patiño.

## Obras publicadas
- "La Asamblea del Buen Vivir : informe de labores 2009 2011". Asamblea Nacional del Ecuador. Quito, Ecuador.[33]
- "Un problema habitacional en Cuenca. Una reflexión sobre el centro histórico". En "Ecuador Debate". 1986. Quito, Ecuador.[34]
- "La cuadrícula en la ciudad hispanoamericana, un modelo urbano permanente: el caso de la ciudad de Cuenca, Ecuador". En "500 años: Historia, actualidad y perspectiva". Universidad de Cuenca. 1993. Cuenca, Ecuador.[35]
- "Competencias y gestión territorial : memorias del VIII Simposio Nacional de Desarrollo Urbano y Planificación Territorial". 2014. Universidad de Cuenca. Cuenca, Ecuador. ISBN 978-9978-14-267-7[36]
- "Ciudad: acceso a la vivienda y los servicios". 1992. Universidad de Cuenca. Cuenca, Ecuador.[36]
- "Autonomías y Ordenación Territorial y Urbanística : Memorias IX simposio nacional de desarrollo urbano y planificación territorial". 2016. Universidad de Cuenca. Cuenca, Ecuador. ISBN 978-9978-14-327-8[36]